# Jugendberatungsstelle
Eine Jugendberatungsstelle ist ein Dienst freier oder öffentlicher Jugendhilfeträger mit dem Ansatz, persönliche professionelle bzw. ehrenamtliche Beratungsgespräche in Beratungsräumen bereitzustellen (oder als Telefonservice bzw. Online-Angebot oder hinausreichend, aufsuchend und mobil) Jugendliche dort beratend zu unterstützen, wo sie sich aufhalten. Sie ist ein fakultativer Teil der Jugendarbeit mit Berührungspunkten zur Jugendberufshilfe, zu Streetwork sowie zur Erziehungs- und Familienberatung.

## Geschichte
Mitte der 1970er haben an verschiedenen deutschen Orten – so in München, Hannover, Frankfurt, Berlin und später Herne – Sozialarbeiter, Pädagogen und Psychologen an Konzepten gewirkt, die nicht eine therapeutische Hilfe für junge Menschen empfahlen, sondern professionelle entwicklungsbegleitende Beratung mit Orientierungshilfen. Die Dienste sollten unbürokratisch, auf Wunsch anonym, vertraulich und kostenlos sein. Die Ansiedlung der ersten dieser Stellen geschah unterschiedlich, einmal als Teil der Jugendarbeit, z. B. in Jugendhäusern, dann als Teil der Erziehungs-, Jugend- und Familienberatung oder unabhängig als Beratungsbüro eines engagierten Freien Trägers. Schließlich gab es auch Jugendberatung in Ämtern – so die „Familienfürsorge männlich“ oder in einem Bundesland das sozialpädagogische Betreuungsprogramm der Senatsverwaltung „Kinder- und Jugendschutzstelle (weiblich)“.
In Berlin (West) wurden Ende der 1970er Jahre die Beratungsstellen der „Allgemeinen Jugendberatung“, die Telefonberatung „Mondo X“, „Schülerberatung Neukölln“, „Kontakt- und Beratungsstelle für Trebegänger“, „Konflikt- und Bildungsberatung“ und Anfang der 1980er die „Boje“, „JOKER“ (inkl. Rechtsberatung), „NeUhland“ (suizidbezogen), „Treberhilfe“ und Jugendberatung der Pro Familia aufgebaut. Die meisten mussten später schließen, da die angestrebte Pauschalfinanzierung nicht fortgesetzt wurde.

## Rechtsgrundlagen
Jugendberatung ist als Unterpunkt 6 im § 11 (3) Achtes Buch Sozialgesetzbuch -„Schwerpunkt der Jugendarbeit“ aufgeführt. Die Formulierung erlaubt aber, dass örtlich ein Jugendamt oder subsidiär ein legitimierter Freier Träger der Jugendhilfe oder eine stationäre Einrichtung Jugendliche berät, wenn sie dies wünschen. Dieser Ansatz der „Komm-Struktur“ hat sich im Umgang mit Minderjährigen und Heranwachsenden eher nicht bewährt, insbesondere dann nicht, wenn gleichzeitig andere Zielgruppen im selben Dienst beraten werden (so in der Erziehungsstelle) oder sogar aktenführend betreut werden – so oft die Eltern oder in der Jugendgerichtshilfe straffällig Gewordene. Beim § 11 handelt es sich rechtlich nicht um eine „Soll-Option“; die Förderungsangebote (Hintergrund: § 8 SGB I) der Jugendarbeit „sind“ zur Verfügung zu stellen. Diese Verpflichtung richtet sich gem. § 3 (2) 2. allein an die Träger der öffentlichen Jugendhilfe. Doch „erforderlich“ ist Ermessenssache und ein „Recht des Kindes auf Entwicklung und Entfaltung“ wurde nicht ins Grundgesetz aufgenommen. Die unvollständige Aufzählung „zu den Schwerpunkten der Jugendarbeit gehören...“ macht auch deutlich, dass darüber hinaus weitere Angebote gut wären (z. B. im Kontext des sog. Gender Mainstreamings). Ein einklagbares Recht auf exklusive Beratungseinrichtungen für ältere Kinder, Jugendliche und Heranwachsende gibt es nicht. Schließlich fehlen – anders als in den §§ 28–35 und in § 41 Achtes Buch Sozialgesetzbuch im § 11 namentlich die anspruchsberechtigten Bürger.
Seit Juni 2021 bewirkt das KJSG/SGB VIII § 9a, dass in der Bundesrepublik Deutschland flächendeckend Ombudsstellen in der Kinder- und Jugendhilfe aufgebaut werden.

## Themen
Allgemeine Jugendberatung beinhaltet die Auseinandersetzung mit allen Themen, die Betroffene der Zielgruppe vortragen; manche Dienste grenzen sich aber negativ ab, z. B. von Drogenberatung und umgekehrt gibt es zahlreiche Jugendberatungsstellen, die fast ausschließlich Drogenberatung betreiben. Ausgeschlossen mit Verweis auf Spezialdienste bleibt auch häufig die Rechtsberatung, die Schuldnerberatung und die Migrantenberatung. Die am häufigsten von Jugendlichen gefragten Themen sind: Wohnen, Streit mit (Stief-)Eltern, Rechte der Minderjährigen, Schulkonflikte, Laufbahnberatung, Suche von Ausbildungsstellen bzw. Jobs, soziale Fragen (Taschengeld), Beziehungskrise, besondere psychische Befindlichkeiten und Lebenskrisen, Streit im Heim, Stress mit der Polizei (Vorladung als Tatverdächtiger oder als Zeuge), Religionskonflikte, Schwangerschaftskonflikt und sexuelle Fragen.
Auch die Jugendzeitschrift Bravo mit ihrem Dr. Sommer-Team verdient eine Erwähnung. So könnte man sie aufgrund der Häufigkeit von Anfragen und qualifizierten Antworten augenzwinkernd die „größte Jugendberatungsstelle Deutschlands“ nennen.

## Perspektive
Amtsunabhängige Jugendberatungsstellen und auch hinausreichende bzw. aufsuchende Jugendberatungen haben angesichts der Haushaltslage der Kommunen wohl keine Perspektive. Heute gibt es örtliche Jugendämter, die im Zuge von Binnendifferenzierung auch aktenführende Arbeitsgruppen „Jugendberatung“ (oft für 14- bis 20-Jährige) bereitstellen. Dienste außerhalb der Behörden werden sich regional und temporär ansiedeln, wenn Träger dies stützen und wenn besondere Mittel bereitgestellt werden können, aus Bundesprogrammen oder Lotteriegeldern, bzw. aus Fördermitteln von Aktion Mensch und vergleichbaren Projekthilfen.
Mobile Jugendarbeit/Streetwork wird in verschiedenen Bundesländern immer dann von örtlichen Jugendämtern eingesetzt, wenn Bedrohungslagen sichtbar werden oder wenn z. B. die Presse zunehmende Delinquenz im Problemviertel diagnostiziert. Insbesondere die Metropolen werden kontinuierlich mit Streetwork versorgt; in den neuen Bundesländern sind solche Angebote oft spezifisch auf die Zielgruppe Rechtsradikalismus ausgerichtet. In manchen Regionen werden Dienste auch proaktiv konzipiert oder eingerichtet. Zu den aktuell bekannteren Beratungsstellen gehören „Mondo X“ und BiB in Braunschweig sowie Dienste in Düsseldorf, Freiburg, Karlsruhe, Rheine, München, Köln, Leipzig, Cuxhaven, Neuss, Halle, Dortmund, Berlin (darunter der BRJ) und Oldenburg.